# Simbad, o Marujo Trapalhão
Simbad, o Marujo Trapalhão: A "Oitava" e Última Viagem é um filme brasileiro de 1975, dos gêneros comédia, aventura, e fantasia, dirigido por J.B. Tanko e estrelado pelos Trapalhões Renato Aragão e Dedé Santana.

## Produção
Um filme com duração de 90 minutos, lançado em 1975, ainda antes da formação tradicional do quarteto dos Trapalhões. O roteiro foi de J.B. Tanko, baseado em história escrita em parceria com Victor Lustosa; produção foi de J.B.Tanko Filmes e Embrafilme. A trilha sonora foi de Edino Krieger, fotografia de Antônio Gonçalves, os desenhos de produção foram de Régis Monteiro e Selma Paiva, o figurino foi de Selma Paiva e a edição foi de Manoel Oliveira.
Um total de 4 407 719 espectadores foram assistir a este filme no cinema.

## Sinopse
Kiko e Duda, trabalhadores de um circo, envolvem-se em uma grande confusão quando Kiko é confundido com o trapezista Simbad. O rapaz trapalhão é então raptado pelos asseclas do mágico Ali Tuffi, que já tem em seu poder o gênio da garrafa mágica, mas precisam do trapezista, descendente do verdadeiro marujo, para localizar a pedra filosofal com a qual tornar-se-á um homem muito rico, com muita fortuna e poder. Na tentativa de ajudar os amigos, o verdadeiro trapezista Simbad e a namorada Luciana também terminam por ficar prisioneiros no navio dos bandidos. Após uma confusão, todos vão parar em uma ilha repleta de perigos, onde a tal pedra está escondida.

## Elenco
- Renato Aragão como Kiko
- Dedé Santana como Duda
- Carlos Kurt como Ali Tuffi
- Rosina Malbouisson como Luciana
- Edson Rabello como Simbad
- Jorge Cherques como Seu Duarte
- Vera Setta como Aranha Rainha
- Claudio Oliani como Yousufi
- Abel Prazer como Salim
- Luiz Cláudio Mattos como Asa-delta
- Eduardo Antônio
- Índio Colombiano
- Edson Farias
- Kim Negro
- Raimundo Nonato
- Salvador Renegado
- Paulo Roberto
- Hesacker Rosatto
- Youssef Salim Elias como Eunuco
- Wandick Wandré

## Recepção
Alexandre Derlam em sua crítica para o Papo de Cinema destacou: "Perseguições de carro, correrias, brigas aceleradas, gritarias e tiroteios motivam as gargalhadas. Rever o filme hoje, quase quatro décadas depois, é uma boa experiência, já que ele ainda consegue entreter com suas piadas inofensivas, os característicos tapas na cara, chutes, acrobacias, paneladas e todo coquetel de um cinema por vezes pastelão, tosco, dotado de um humor genuinamente brasileiro."